# Bion
Bion és una opéra-comique en un acte, en vers, amb música d'Étienne Nicolas Méhul i llibret en francès de François Benoît Hoffmann, basat en Les Voyages d'Anténor (Els viatges d'Antenor) d'Étienne-François de Lantier. Es va estrenar el 27 de desembre de 1800 al Teatre Nacional de l'Opéra-Comique de París.

## Argument
Agénor (tenor), jove atenès, veient que Bion (tenor) està enamorat de Nisa (soprano), vol prendre-la-hi. Bion, a qui aquest projecte no enganya, es burla d'Agenor, i al final acaba per unir-lo amb la seva estimada.

## Enregistraments
- Méhul: Overtures. Stefan Sanderling. Orchestre de Bretagne. 2003. ASV. CDDCA1140[1]